# The Starting Point
『The Starting Point』（ザ・スターティング・ポイント）は日本のシンガーソングライター・川嶋あいの通算7枚目となるミニアルバム。

## 概要
2012年以降、路上１０周年を記念してコンサート会場や、路上ライブで限定販売されているミニアルバム。人気の高い楽曲３曲と、新曲２曲の５曲を収録。
当CDの売上の一部はNGO法人ALWを通して、発展途上国の学校建設費用に充てられる。

## 収録曲
- 全作詞・作曲：川嶋あい

1. 天使たちのメロディー
2. 大丈夫だよ
3. 僕らのOn The Street（新曲） 自身がパーソナリティーをつとめるラジオ番組川嶋あい On The Streetのテーマソング。歌詞の一部にリスナーの投稿を採用している。
4. 一緒に（新曲）
5. 12個の季節〜4度目の春〜